# Carabelli György
Lunkaszpriei Carabelli György, Georg Carabelli (Pest, 1787. december 11. – Bécs, 1842. október 24.) magyar sebész, fogorvos.

## Élete
Doktori oklevelet Bécsben nyert és mint tábori orvos az osztrák hadseregbe lépett; az 1809. és 1813. évi hadjáratban részt vett; azután megvált a katonai pályától és az osztrák császári udvar fogorvosa lett, majd a Bécsi Egyetem Fogászati Tanaszékének társalapítója.  Érdemei elismeréséül magyar nemességet és javadalmat nyert Lunkaszprién Bihar vármegyében, melyet előnévül használt.

## Munkái
Systemat. Handbuch der Zahnheilkunde. Wien, 1831. (Melyből azonban csak az első kötet jelent meg.)